# 共犯者 (ビビアン・スーの曲)
『共犯者』（きょうはんしゃ）は、ビビアン・スーの日本でのセカンドシングル。1996年3月6日にEMIミュージック・ジャパンから8センチCD（規格品番：TODT-3637）形式でリリースされた。

## 解説
- テレビアニメ『バーチャファイター』2代目エンディングテーマ。

## 収録曲
1. 共犯者 [4:38]
  - 作詞：友井久美子 / 作曲・編曲：増本直樹
  - テレビ東京系アニメ『バーチャファイター』エンディングテーマ
  - アルバム「天使・想（Xiang）」、「天使・想（シァン）New Edition」に収録。
2. 100カラットの涙 [4:26]
  - 作詞：友井久美子 / 作曲・編曲：増本直樹
  - アルバム「天使・想（Xiang）」、「天使・想（シァン）New Edition」に Angelic Version で収録。
3. 共犯者（オリジナル・カラオケ） [4:37]
4. 100カラットの涙（オリジナル・カラオケ） [4:22]